# Anaerotignum lactatifermentans
Anaerotignum lactatifermentans es una bacteria grampositiva del género Anaerotignum. Fue descrita en el año 2017. Conocida anteriormente como Clostridium lactatifermentans. Su etimología hace referencia a fermentación de lactato. Es anaerobia estricta e inmóvil. Tiene un tamaño de 1,1-1,3 μm de ancho por 2,8-10 μm de largo. Catalasa negativa. Temperatura de crecimiento entre 30-47 °C, óptima de 41 °C. Se ha aislado del intestino de un pollo. 